# Nati nel 1958/Marzo
| Questa pagina contiene informazioni ricavate automaticamente dalle voci biografiche con l'ausilio del template Bio e di un bot. L'aggiornamento è periodico e automatico e ricostruisce completamente la pagina. Se manca una persona in questa lista, sei pregato di non aggiungerla, ma accertati piuttosto che la sua voce biografica contenga il template Bio e che i dati anagrafici siano correttamente compilati. Se il template Bio manca, inseriscilo tu stesso o, in alternativa, metti l'avviso {{tmp\|Bio}} che ne segnala la mancanza. Se i dati riportati sono sbagliati, correggi direttamente la voce biografica; le modifiche saranno visibili in questa lista entro pochi giorni. Per chiarimenti vedi il progetto biografie. La lista contiene solo le 282 persone che sono citate nell'enciclopedia e per le quali è stato implementato correttamente il template Bio. Pagina aggiornata al 26 lug 2025. |

- 1º marzo - Ludwig Fainberg, mafioso israeliano
- 1º marzo - Debbie Halvorson, politica statunitense
- 1º marzo - Katerina Jacob, attrice e doppiatrice tedesca
- 1º marzo - Nik Kershaw, cantautore, chitarrista e compositore britannico
- 1º marzo - Gerhard Kleppinger, ex calciatore e allenatore di calcio tedesco
- 1º marzo - Viviane Labille, ex cestista francese
- 1º marzo - Bertrand Piccard, aviatore e psichiatra svizzero
- 1º marzo - Maria Gabriella Pinto, politica italiana
- 1º marzo - Wally Rank, ex cestista statunitense
- 1º marzo - Manou Scheitler, calciatore lussemburghese († 2025)
- 1º marzo - Andreas Staurou, ex calciatore cipriota
- 1º marzo - Traian Ungureanu, giornalista e politico rumeno
- 1º marzo - Piroska Váczi, ex cestista ungherese
- 1º marzo - Elena Vajcechovskaja, tuffatrice sovietica
- 1º marzo - David Verser, ex giocatore di football americano statunitense
- 2 marzo - Elena Cantarone, attrice italiana
- 2 marzo - Kevin Curren, ex tennista statunitense
- 2 marzo - Giorgio Melis, allenatore di calcio e ex calciatore italiano
- 2 marzo - Abdullah Musa, ex calciatore emiratino
- 2 marzo - Tullio Tinti, procuratore sportivo e ex calciatore italiano
- 2 marzo - Pedro Uralde, ex calciatore spagnolo
- 2 marzo - Gerardo Villanacci, avvocato e giurista italiano
- 2 marzo - Ian Woosnam, golfista gallese
- 3 marzo - Gianni Alemanno, politico italiano
- 3 marzo - Željko Berić, ex calciatore jugoslavo
- 3 marzo - Bob Bradley, allenatore di calcio statunitense
- 3 marzo - Luciano Ciocchetti, politico italiano
- 3 marzo - Giuseppe De Nardo, fumettista italiano
- 3 marzo - Gianluca Del Monte, cestista italiano († 2019)
- 3 marzo - Michael William Fisher, vescovo cattolico statunitense
- 3 marzo - Bachar Kouatly, scacchista francese
- 3 marzo - Kan'ichi Kurita, attore, doppiatore e comico giapponese
- 3 marzo - Haris Mohamed, ex calciatore iracheno
- 3 marzo - Johnny Moore, ex cestista e allenatore di pallacanestro statunitense
- 3 marzo - Marino Palese, ex calciatore italiano
- 3 marzo - Miranda Richardson, attrice e doppiatrice britannica
- 3 marzo - Paulo Ladislau Rosas, ex giocatore di calcio a 5 brasiliano
- 3 marzo - Gianni Stecchi, ex astista italiano
- 4 marzo - Per Egil Ahlsen, ex calciatore norvegese
- 4 marzo - Andy Coan, nuotatore statunitense († 2017)
- 4 marzo - Patricia Heaton, attrice, comica e produttrice cinematografica statunitense
- 4 marzo - Madleen Kane, cantante e modella svedese
- 4 marzo - Lennie Lee, artista sudafricano
- 4 marzo - Livio Leonardi, giornalista italiano
- 4 marzo - Massimo Mascioletti, ex rugbista a 15, allenatore di rugby a 15 e dirigente sportivo italiano
- 4 marzo - Tina Smith, politica statunitense
- 5 marzo - Giuseppe Barzaghi, teologo italiano
- 5 marzo - Volodymyr Bezsonov, allenatore di calcio e ex calciatore sovietico
- 5 marzo - Piero Bucchi, allenatore di pallacanestro italiano
- 5 marzo - Chris Corbould, effettista britannico
- 5 marzo - Arnaud Courlet de Vregille, pittore francese
- 5 marzo - Bob Forward, scrittore, sceneggiatore e produttore televisivo statunitense
- 5 marzo - Andy Gibb, cantante britannico († 1988)
- 5 marzo - Médard Lusadusu, allenatore di calcio congolese (Repubblica Democratica del Congo)
- 5 marzo - Karim Maroc, ex calciatore algerino
- 5 marzo - Giovanni Pasetti, scrittore italiano
- 5 marzo - Franco Serafini, cantante, tastierista e compositore italiano
- 5 marzo - Raffaele Stolder, mafioso italiano
- 5 marzo - Yi Gang, economista cinese
- 6 marzo - Vittorio Agnoletto, politico, medico e attivista italiano
- 6 marzo - Bruno Bulić, ex ciclista su strada jugoslavo
- 6 marzo - Bruno Leali, ex ciclista su strada e dirigente sportivo italiano
- 6 marzo - Mark Lindsay, ex calciatore inglese
- 6 marzo - Marcello Meroi, politico italiano
- 6 marzo - Anton Netolitzchi, cestista rumeno († 2021)
- 6 marzo - Cass Pennant, scrittore inglese
- 7 marzo - Rick Bass, scrittore e ambientalista statunitense
- 7 marzo - Alan Hale, astronomo statunitense
- 7 marzo - Hélio dos Anjos, allenatore di calcio e ex calciatore brasiliano
- 7 marzo - Burkhard Jung, politico tedesco
- 7 marzo - Vladimir Kozlov, ex bobbista ucraino
- 7 marzo - John Lowey, calciatore inglese († 2019)
- 7 marzo - Rik Mayall, attore, comico e scrittore britannico († 2014)
- 7 marzo - Stefano Mayorca, scrittore, giornalista e artista italiano
- 7 marzo - Sandro Rosati, ex judoka italiano
- 7 marzo - Angelo Talocci, compositore italiano († 2018)
- 8 marzo - Mauro Gallegati, economista italiano
- 8 marzo - Antonio García Navajas, ex calciatore spagnolo
- 8 marzo - Wayne Hughes, ex calciatore gallese
- 8 marzo - Andreas Maurer, ex tennista tedesco
- 8 marzo - Gary Numan, cantante e musicista britannico
- 8 marzo - Shuichi Shigeno, fumettista giapponese
- 8 marzo - Erwin Skamrahl, ex velocista tedesco
- 8 marzo - Space Tribe, disc jockey inglese († 2021)
- 9 marzo - Laurie Antonioli, cantautrice statunitense
- 9 marzo - Jean-Claude Bagot, ex ciclista su strada e dirigente sportivo francese
- 9 marzo - Linda Fiorentino, attrice e produttrice cinematografica statunitense
- 9 marzo - Michail Guceriev, imprenditore russo
- 9 marzo - Jack Kenny, attore, scrittore e produttore televisivo statunitense
- 9 marzo - Hans Stacey, pilota di rally olandese
- 10 marzo - Stefano De Benedetti, scialpinista, alpinista e dirigente d'azienda italiano
- 10 marzo - Primo Giroldini, regista e produttore cinematografico italiano
- 10 marzo - Piotr Jabłkowski, ex schermidore polacco
- 10 marzo - Marie-Agnes Strack-Zimmermann, politica tedesca
- 10 marzo - Sharon Stone, attrice e ex modella statunitense
- 11 marzo - Riccardo Bocchini, scenografo e architetto italiano
- 11 marzo - Martina Ellmer, ex sciatrice alpina austriaca
- 11 marzo - Johnny Jameson, ex calciatore nordirlandese
- 11 marzo - Anissa Jones, attrice statunitense († 1976)
- 11 marzo - Eddie Lawson, pilota motociclistico statunitense
- 11 marzo - John O'Neill, ex calciatore nordirlandese
- 11 marzo - Andrew Rein, ex lottatore statunitense
- 11 marzo - Ghazi Mash'al Ajil al-Yawar, politico iracheno
- 12 marzo - Phil Anderson, ex ciclista su strada e dirigente sportivo australiano
- 12 marzo - Dileita Mohamed Dileita, politico gibutiano
- 12 marzo - Andy Emler, pianista, organista e direttore d'orchestra francese
- 12 marzo - Maurizio Giovannelli, ex calciatore italiano
- 12 marzo - J.D. Kimball, cantante statunitense († 2003)
- 12 marzo - Thomas Metzinger, filosofo tedesco
- 12 marzo - Matt Millen, ex giocatore di football americano e dirigente sportivo statunitense
- 12 marzo - Nathaniel Muir, ex mezzofondista britannico
- 12 marzo - Adolfo Parmaliana, politico italiano († 2008)
- 12 marzo - William Salomoni, ex pallanuotista e allenatore di pallanuoto italiano
- 12 marzo - Paweł Samecki, economista e politico polacco
- 12 marzo - Kathrin Schmidt, scrittrice e poetessa tedesca
- 13 marzo - Guillermo Arriaga, scrittore, sceneggiatore e regista messicano
- 13 marzo - Mágico González, ex calciatore salvadoregno
- 13 marzo - Alan Grayson, politico statunitense
- 13 marzo - Ján Kocian, allenatore di calcio, dirigente sportivo e ex calciatore slovacco
- 13 marzo - Rick Lazio, politico e avvocato statunitense
- 13 marzo - David McCagg, ex nuotatore statunitense
- 13 marzo - Kurt Nimphius, ex cestista statunitense
- 13 marzo - James Pallotta, imprenditore e dirigente sportivo statunitense
- 13 marzo - Caryl Phillips, scrittore, drammaturgo e saggista britannico
- 13 marzo - Silvia Ronchey, saggista e bizantinista italiana
- 13 marzo - Khalida Toumi, politica e insegnante algerina
- 13 marzo - Därejan Ömırbaev, regista e sceneggiatore kazako
- 14 marzo - Hernando Gómez Bustamante, criminale colombiano
- 14 marzo - Bruno Dumont, regista e sceneggiatore francese
- 14 marzo - Mauro Fabris, politico e dirigente sportivo italiano
- 14 marzo - Rita Forte, cantante, musicista e pianista italiana
- 14 marzo - Alberto II di Monaco, principe monegasco
- 14 marzo - Jan Niemiec, vescovo cattolico polacco († 2020)
- 14 marzo - Ettore Peretti, politico italiano († 2018)
- 14 marzo - Leonhard Stock, ex sciatore alpino austriaco
- 15 marzo - Giuseppe Di Capua, ex canottiere italiano
- 15 marzo - Sandro Fedele, conduttore televisivo, autore televisivo e direttore del doppiaggio italiano
- 15 marzo - Morgan Griffith, politico statunitense
- 15 marzo - Claudio Masin, attore e regista cinematografico argentino
- 15 marzo - Sam Matekane, imprenditore e politico lesothiano
- 15 marzo - Mihailo Pavićević, ex cestista e allenatore di pallacanestro montenegrino
- 16 marzo - Elena Bonelli, attrice e cantante italiana
- 16 marzo - Vincenzo Lamia Caputo, ex calciatore italiano
- 16 marzo - Amaro Nadal, ex calciatore uruguaiano
- 16 marzo - Marco Papa, pilota motociclistico italiano († 1999)
- 16 marzo - Mario Parente, generale, prefetto e agente segreto italiano
- 16 marzo - Marco Tarquinio, giornalista e politico italiano
- 16 marzo - Massimo Tecca, giornalista e telecronista sportivo italiano
- 16 marzo - Jorge Toledo, dirigente sportivo, allenatore di calcio e ex calciatore brasiliano
- 16 marzo - Carlo Verna, giornalista italiano
- 17 marzo - José Manuel Abascal, ex mezzofondista spagnolo
- 17 marzo - Piet den Boer, ex calciatore olandese
- 17 marzo - Ol'ga Burjakina, ex cestista sovietica
- 17 marzo - Jennifer Butt, attrice statunitense
- 17 marzo - Thom Hunt, ex mezzofondista e ex maratoneta statunitense
- 17 marzo - Vincenzo Laveneziana, calciatore italiano († 2018)
- 17 marzo - Jizzy Pearl, cantante statunitense
- 17 marzo - Lubomír Pokluda, ex calciatore ceco
- 17 marzo - Gig Sims, ex cestista statunitense
- 17 marzo - Ignác Tepszics, allenatore di calcio e ex calciatore ungherese
- 18 marzo - Joseph Borg, calciatore maltese († 2017)
- 18 marzo - Xavier Deluc, attore, regista teatrale e sceneggiatore francese
- 18 marzo - Mbaye Diagne, militare senegalese († 1994)
- 18 marzo - John Elefante, musicista, produttore discografico e cantautore statunitense
- 18 marzo - Elena Ferrara, politica italiana
- 18 marzo - Ilijan Nedkov, ex judoka bulgaro
- 18 marzo - Marcelo Pacheco, ex calciatore cileno
- 18 marzo - Andreas Wenzel, dirigente sportivo e ex sciatore alpino liechtensteinese
- 18 marzo - Feng Xiaogang, regista, sceneggiatore e attore cinese
- 19 marzo - Dragan Čavić, economista e politico bosniaco
- 19 marzo - Germán Chavarría, ex calciatore costaricano
- 19 marzo - Vincenzo Failla, attore, musicista e cantante italiano
- 19 marzo - Domenico Giardini, geofisico italiano
- 19 marzo - Giuseppe Greco, dirigente sportivo e ex calciatore italiano
- 19 marzo - Andy Reid, allenatore di football americano statunitense
- 19 marzo - Régis Simon, ex ciclista su strada francese
- 20 marzo - DJ Kool, disc jockey statunitense
- 20 marzo - Edson Celulari, attore brasiliano
- 20 marzo - Holly Hunter, attrice statunitense
- 20 marzo - Rickey Jackson, ex giocatore di football americano statunitense
- 20 marzo - Detlef Kästner, ex pugile tedesco
- 20 marzo - Eckhard Leue, ex canoista tedesco
- 20 marzo - Rubén Oliva, giornalista, regista cinematografico e regista televisivo argentino
- 20 marzo - Raul Cerqueira de Rezende, ex giocatore di calcio a 5 brasiliano
- 20 marzo - Evelio Rosero, scrittore e giornalista colombiano
- 21 marzo - Ignazio Abrignani, politico italiano
- 21 marzo - Eugenio D'Orsi, politico italiano
- 21 marzo - Marlies Göhr, ex velocista tedesca
- 21 marzo - Brad Hall, attore, comico e regista statunitense
- 21 marzo - Sabrina Le Beauf, attrice statunitense
- 21 marzo - Gary Oldman, attore britannico
- 21 marzo - Raul Khajimba, politico abcaso
- 22 marzo - Massimo Di Giorgio, ex altista italiano
- 22 marzo - Werner Gregoritsch, allenatore di calcio e ex calciatore austriaco
- 22 marzo - Huang Xiangdong, ex calciatore cinese
- 22 marzo - Janez Potočnik, politico sloveno
- 22 marzo - Luigi Sacchetti, allenatore di calcio e ex calciatore italiano
- 23 marzo - Gustavo Aranzana, allenatore di pallacanestro spagnolo
- 23 marzo - Étienne De Wilde, ex ciclista su strada e pistard belga
- 23 marzo - Juris Eisaks, ex slittinista sovietico
- 23 marzo - Steve Fraser, ex lottatore statunitense
- 23 marzo - Agustín Gajate, ex calciatore spagnolo
- 23 marzo - Bengt-Åke Gustafsson, allenatore di hockey su ghiaccio e ex hockeista su ghiaccio svedese
- 23 marzo - Pekka Haavisto, politico finlandese
- 23 marzo - Steve Madden, stilista e imprenditore statunitense
- 23 marzo - Elisa Molinari, fisica italiana
- 23 marzo - Mauro Maria Morfino, vescovo cattolico italiano
- 23 marzo - Zoltán Péter, ex calciatore ungherese
- 23 marzo - Dirk Stahmann, ex calciatore tedesco orientale
- 24 marzo - Antônio Carlos André, allenatore di calcio e ex calciatore brasiliano
- 24 marzo - Enzo Decaro, attore, sceneggiatore e cabarettista italiano
- 24 marzo - Roland Koch, politico tedesco
- 24 marzo - Patrice Lecornu, calciatore francese († 2023)
- 24 marzo - Mauro Manzoni, allenatore di calcio e ex calciatore italiano
- 24 marzo - Lina Savonà, cantante italiana
- 24 marzo - Mike Woodson, allenatore di pallacanestro e ex cestista statunitense
- 25 marzo - Susie Bright, scrittrice e giornalista statunitense
- 25 marzo - María Caridad Colón, ex giavellottista cubana
- 25 marzo - Emilio Da Re, ex calciatore italiano
- 25 marzo - John Ensign, politico e veterinario statunitense
- 25 marzo - Rulon Jones, ex giocatore di football americano statunitense
- 25 marzo - Pierre Kroll, disegnatore belga
- 25 marzo - John Maybury, regista inglese
- 25 marzo - James McDaniel, attore statunitense
- 25 marzo - Luigi Mentasti, ex cestista italiano
- 25 marzo - Manuel Serifo Nhamadjo, politico guineense († 2020)
- 25 marzo - Amy Pascal, produttrice cinematografica statunitense
- 25 marzo - Charles Pittman, ex cestista statunitense
- 25 marzo - Margaret Ritchie, baronessa Ritchie di Downpatrick, politica irlandese
- 25 marzo - Ciro Sarno, collaboratore di giustizia e mafioso italiano
- 26 marzo - Elio De Angelis, pilota automobilistico italiano († 1986)
- 26 marzo - Giovanni Bilardi, politico italiano
- 26 marzo - Alar Karis, politico e botanico estone
- 26 marzo - Nick Knox, batterista statunitense († 2018)
- 26 marzo - Wayne McKoy, ex cestista statunitense
- 26 marzo - Oöphoi, musicista italiano († 2013)
- 27 marzo - José Antonio Casajús, ex calciatore e medico spagnolo
- 27 marzo - Wim Hofkens, ex calciatore olandese
- 27 marzo - Taccjana Ivinskaja, ex cestista sovietica
- 27 marzo - James McCaffrey, attore e doppiatore statunitense († 2023)
- 27 marzo - Daniel Mindel, direttore della fotografia sudafricano
- 27 marzo - Susan Molinari, politica, giornalista e conduttrice televisiva statunitense
- 27 marzo - Michael O'Leary, attore televisivo statunitense
- 27 marzo - Adrian Rawlins, attore britannico
- 27 marzo - Virginia Villani, politica italiana
- 27 marzo - Didier de Radiguès, pilota motociclistico e pilota automobilistico belga
- 28 marzo - Elisabeth Andreassen, cantante norvegese
- 28 marzo - Claudio Botosso, attore italiano
- 28 marzo - Bart Conner, ex ginnasta statunitense
- 28 marzo - Massimo Costantini, tennistavolista italiano
- 28 marzo - Valerio Fioravanti, terrorista italiano
- 28 marzo - Curt Hennig, wrestler statunitense († 2003)
- 28 marzo - Heinz Hermann, ex calciatore e allenatore di calcio svizzero
- 28 marzo - Adrian Lukis, attore inglese
- 28 marzo - Moon Moon Sen, attrice indiana
- 29 marzo - Sergio Abramo, politico e imprenditore italiano
- 29 marzo - Giuseppe Cuccarini, allenatore di pallavolo italiano
- 29 marzo - Claudio Piccoli, fumettista italiano
- 29 marzo - Nouriel Roubini, docente e economista statunitense
- 29 marzo - Pietro Salini, imprenditore e dirigente d'azienda italiano
- 29 marzo - Victor Salva, regista e sceneggiatore statunitense
- 29 marzo - Rick Santers, tastierista e chitarrista canadese
- 29 marzo - Tsutomu Sonobe, ex calciatore giapponese
- 30 marzo - Frank Andriat, scrittore, romanziere e insegnante belga
- 30 marzo - Riccardo Canesi, ex politico e geografo italiano
- 30 marzo - Bjarte Flem, ex calciatore norvegese
- 30 marzo - Felice Garzilli, ex calciatore italiano
- 30 marzo - Markus Hinterhäuser, pianista austriaco
- 30 marzo - Ivo Jerolimov, ex calciatore jugoslavo
- 30 marzo - Maurice LaMarche, doppiatore canadese
- 30 marzo - Gian Marco Remondina, allenatore di calcio e ex calciatore italiano
- 30 marzo - Mike Rotunda, ex wrestler statunitense
- 31 marzo - Alfonso Pedatzur Arbib, rabbino italiano
- 31 marzo - Dietmar Bartsch, politico tedesco
- 31 marzo - Bruce Clark, ex giocatore di football americano statunitense
- 31 marzo - Tony Cox, attore statunitense
- 31 marzo - Sylvester Groth, attore tedesco
- 31 marzo - Kuupik Kleist, politico groenlandese
- 31 marzo - Luis Larrosa, cestista uruguaiano († 2023)
- 31 marzo - Junior Miller, ex giocatore di football americano statunitense
- 31 marzo - Quino Salvo, cestista e allenatore di pallacanestro spagnolo († 2016)
- 31 marzo - Maurizio De Giovanni, scrittore, sceneggiatore e drammaturgo italiano